# ガラ紡

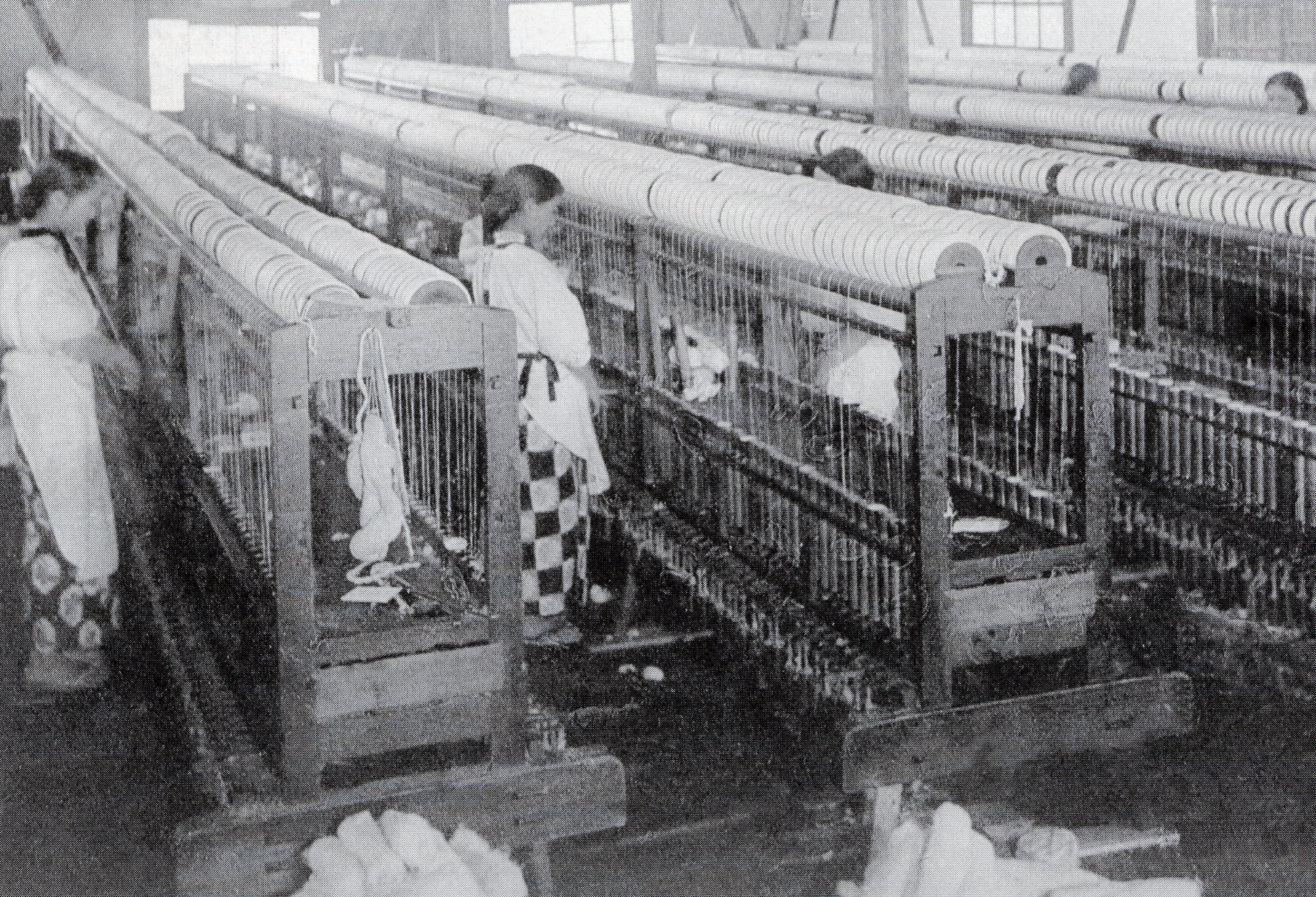
ガラ紡績機5台を運転する愛知県岡崎市の工場。標準的なガラ紡績機は8間（1間32錘×両側）で1台（512錘）。1937年頃撮影。

ガラ紡（がらぼう）は、臥雲辰致により1876年に考案された紡績機。そのガラガラという騒音から、ガラ紡と呼ばれた。
臥雲はこれを第一回内国勧業博覧会（1877年）に出品し、鳳紋賞牌を受賞。東海地方を中心に浸透したが、当時日本には特許制度が無かったために無許可で次々と製作され、臥雲はガラ紡製作の自己資本さえも回収できない始末となった。水力を利用した水車式のものが普及したが、それに限らず同様の紡績機構を有するものも含まれる。
「つぼ」と呼ばれる円筒形の容器に綿を詰め、垂直に立てた状態で、円筒の中心軸を回転軸として円筒を回転させながら、綿を上に引き出すことにより紡糸を行う。容器の下部に円筒を駆動させる機構が設けられる。駆動機構は、容器が上に吊り上げられると動力を伝える軸が外れて回転が伝わらなくなるよう構成される。これにより、容器上部から紡ぎ出される糸が太くなりすぎて容器が上に吊り上げられると動力が伝わらなくなり、そのために糸が細くなり容器が下に降りると再び動力が伝わるという機構で、糸の太さが調節される。とはいえ、より近代的な紡績機に比べれば糸の太さむらは大きく、紡績速度も遅い。
ガラ紡などの在来技術はより近代的な機械紡績に圧迫され、1887年をピークに衰退。現在では愛知県の数軒で使われているのみである。トヨタ産業技術記念館、愛知大学大学記念館、東京農工大学科学博物館などで動態展示されており、動作の様子を実際に見ることができる。
手紡ぎに近い機構であるため、紡がれる糸には手紡ぎに近い素朴な風合いがある点、および近代的な機械紡績では利用することが難しい繊維長の短い綿も有効利用できる点が利点と言える。
2022年度日本機械学会から機械遺産に認定された。